# Jeep Compass
Jeep Compass – samochód osobowy typu crossover, a następnie SUV klasy kompaktowej produkowany pod amerykańską marką Jeep od 2006 roku. Od 2025 roku produkowana jest trzecia generacja modelu.

## Pierwsza generacja

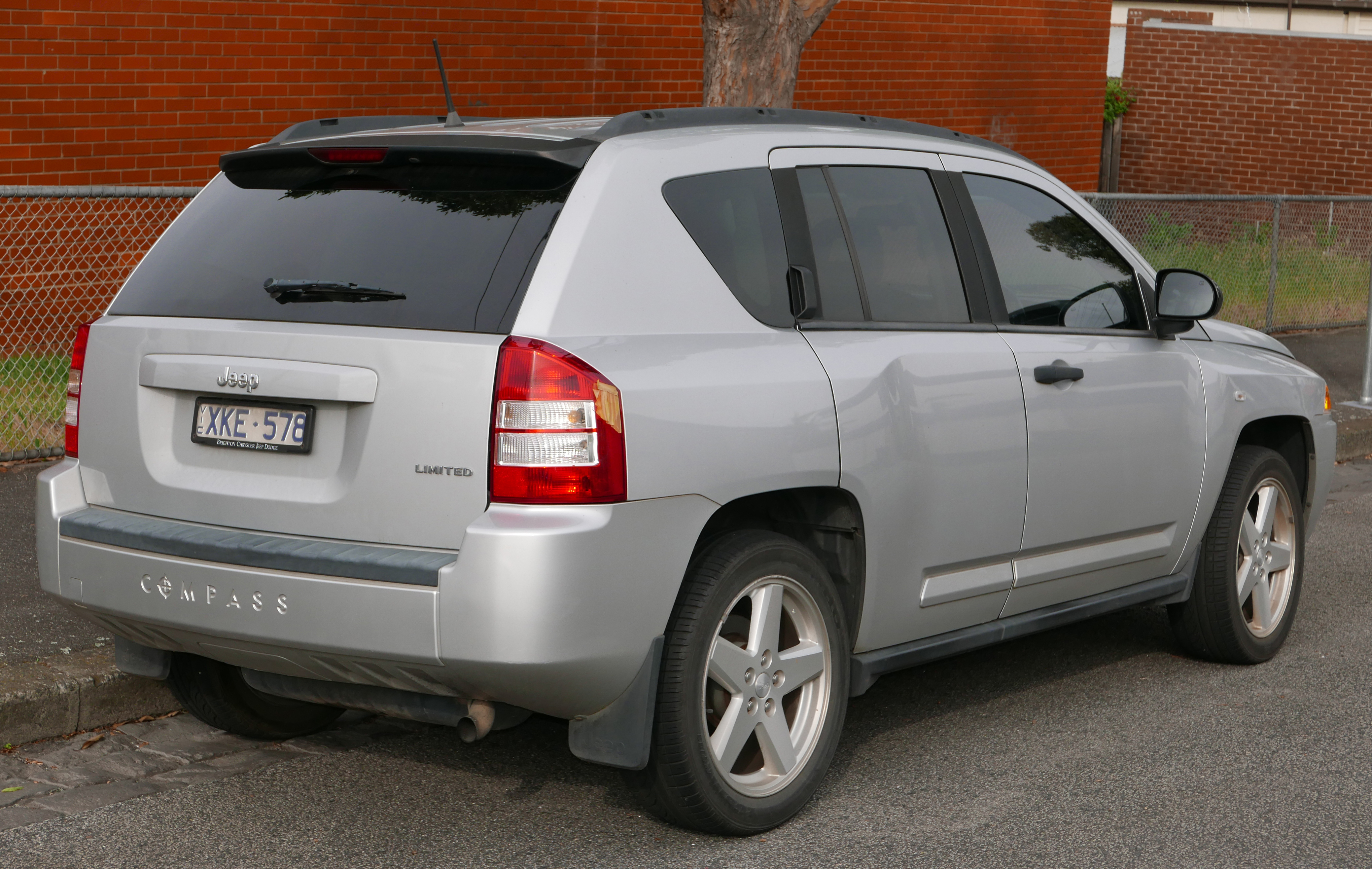
Jeep Compass I - tył

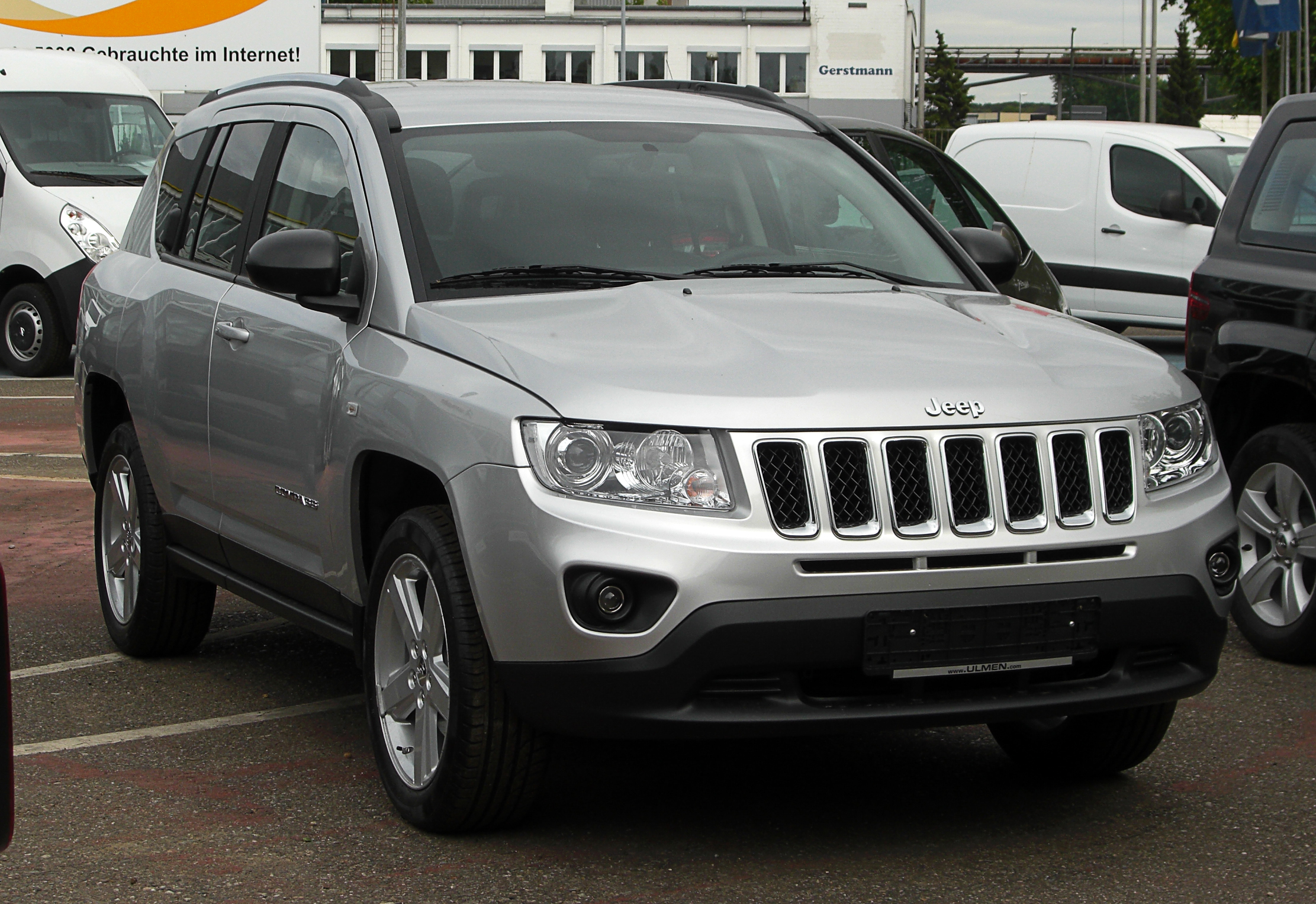
Jeep Compass I po pierwszym liftingu

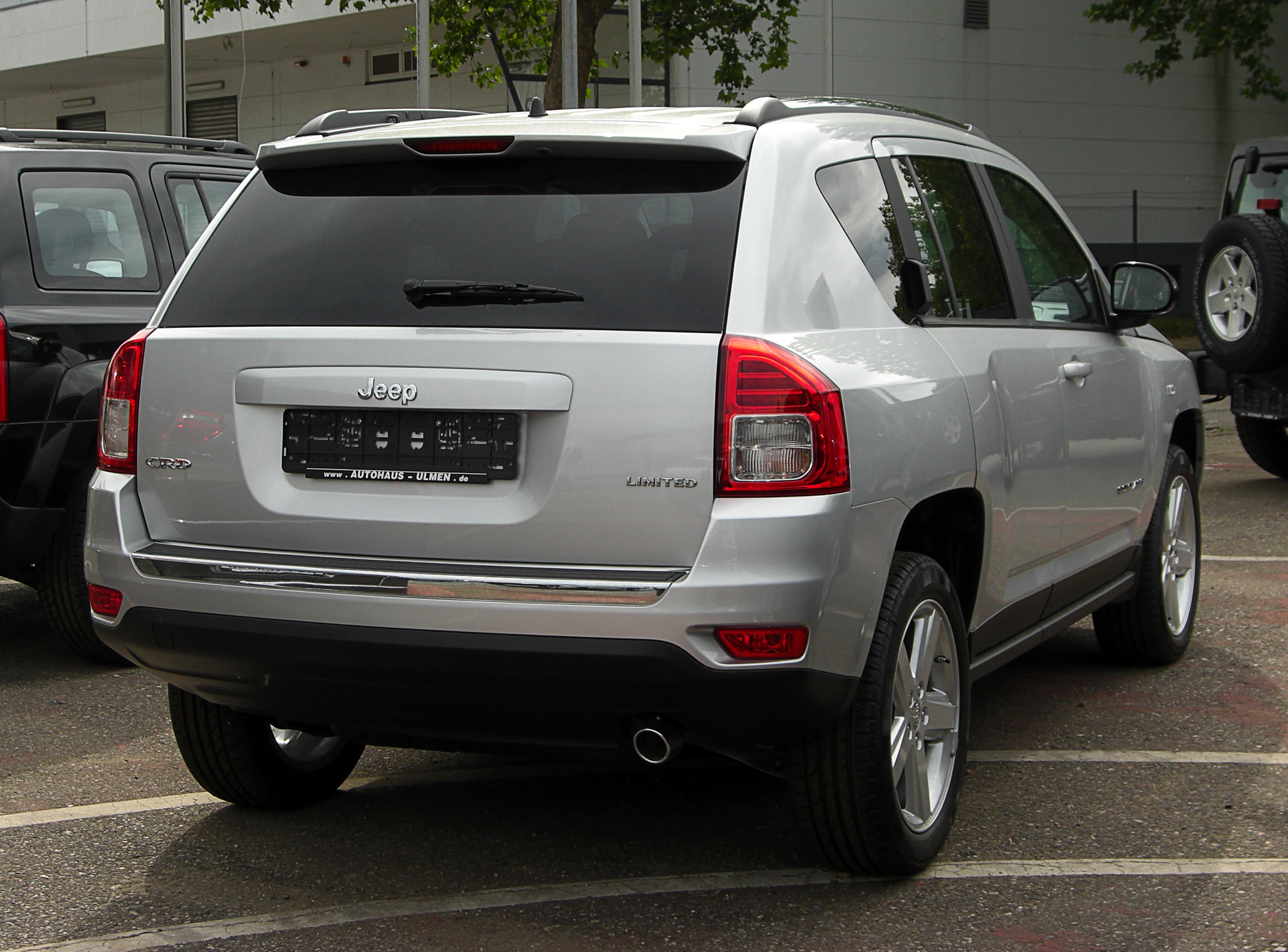
Jeep Compass I po pierwszym liftingu - tył

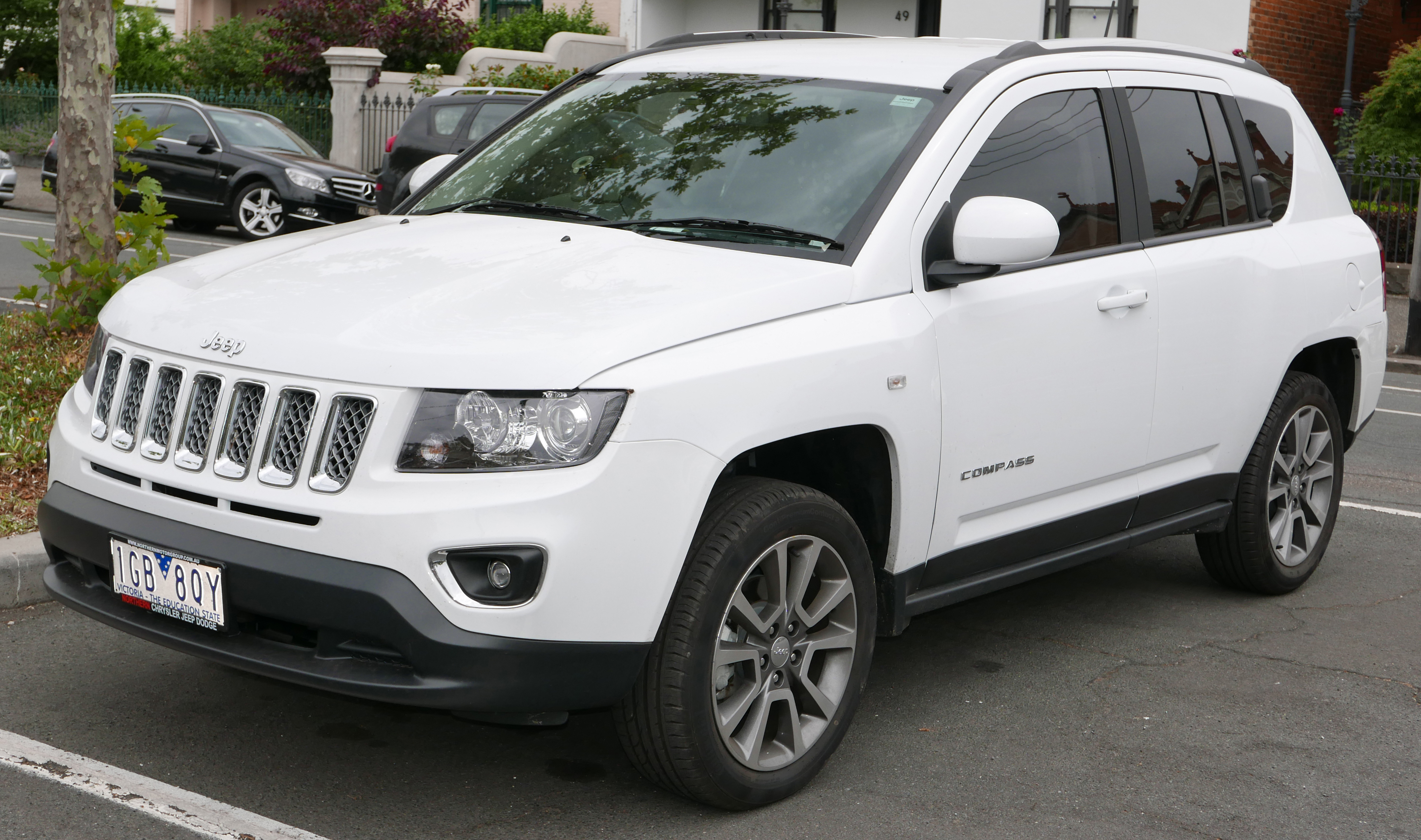
Jeep Compass I po drugim liftingu

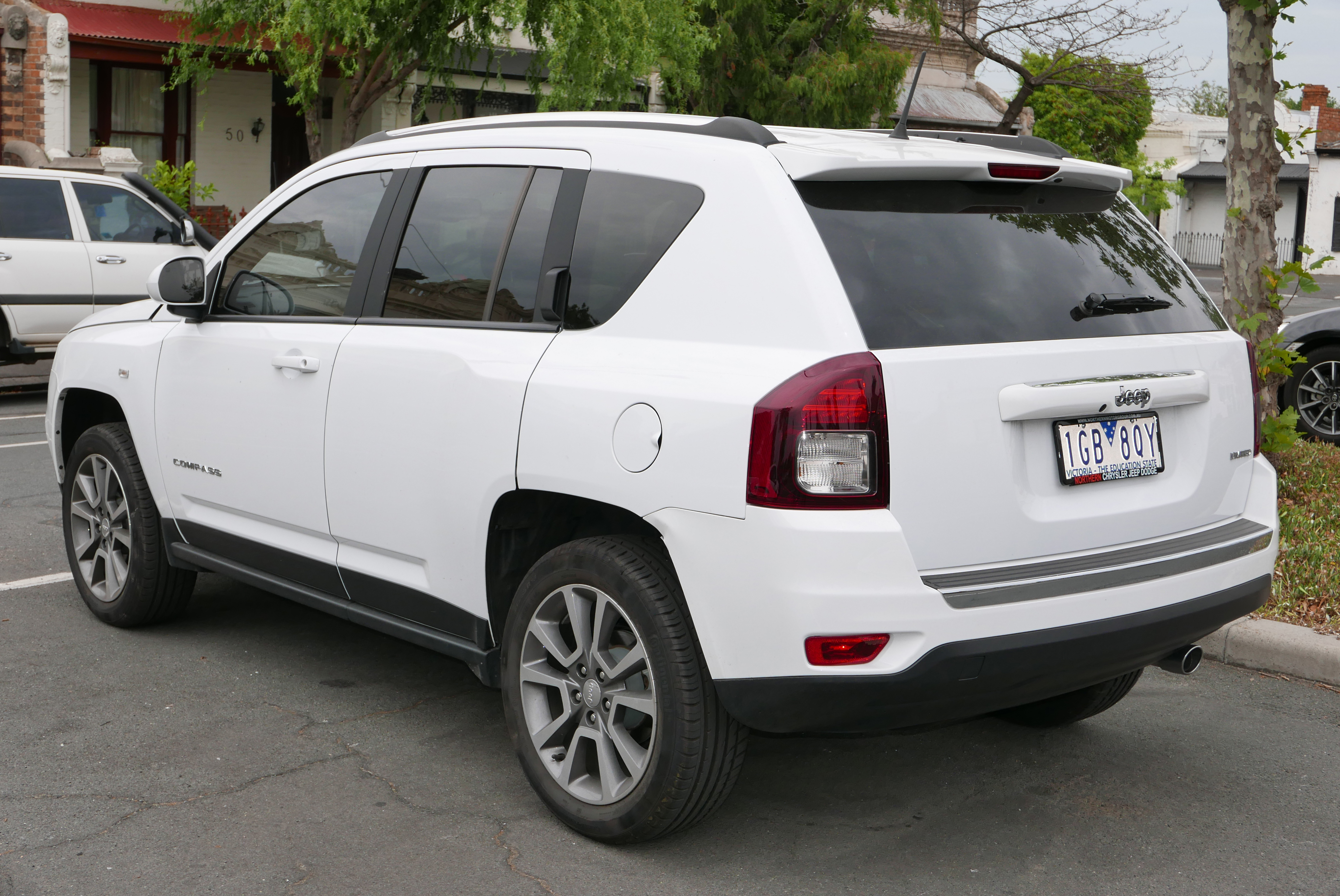
Jeep Compass I - tył po drugim liftingu

Jeep Compass I został zaprezentowany po raz pierwszy w 2006 roku.
Compass, nowy model Jeepa, zadebiutował podczas salonu samochodowego North American International Auto Show w styczniu 2006 roku. Pierwszy samochód z linii montażowej zjechał 30 maja 2006 roku. 
Cztery lata przed prezentacją właściwego modelu pojazd koncepcyjny o takiej samej nazwie debiutował na targach motoryzacyjnych w Detroit. Samochód miał m.in. dwudrzwiowe nadwozie, napęd na cztery koła i był napędzany silnikiem 3.7 V6. 
Razem z bliźniaczym bardziej stonowanym w stylistyce modelem − Patriot, były produkowane na płycie podłogowej Mitsubishi GS użytej do budowy m.in. Mitsubishi Outlander czy Dodge Caliber. Jest to jeden z pierwszych crossoverów stworzonych przez tego producenta. Część elementów wyposażenia pochodzi z samochodu Dodge Caliber.
Samochód posiada dwa elektroniczne układy sterujące napędem na cztery koła dostępne − w zależności od wersji. Freedom Drive I i Freedom Drive II. Jednak w odróżnieniu od innych modeli marki podstawowa wersja ma napęd jedynie na koła przednie.

### Restylizacje
Jeep Compass pierwszej generacji w 2011 roku przeszedł gruntowną restylizację, który znacząco zmienił m.in. część przednią auta. Zmodernizowany samochód nawiązuje wyglądem do większego modelu - Grand Cherokee WK2. W ten sposób okrągłe, dwuczęściowe reflektory zastąpiły podłużne, prostokątne. Pojawiła się szersza atrapa chłodnicy, a także bardziej kanciasto ukształtowane błotniki. Zmieniły się też wkłady tylnych lamp, a ponadto - zastosowano nowy kokpit.
Kolejną, tym razem mniejszą modernizację samochód przeszedł w 2013 roku. Delikatnie przemodelowano przód pojazdu, wprowadzono nową 6-stopniową przekładnie automatyczną, natomiast we wnętrzu zmieniono kierownicę i nieco odświeżono wygląd konsoli środkowej.

### Wersje wyposażenia[5][6]
- Sport
- North
- Limited
- 70th Anniversary Edition - wersja limitowana (2011)
- Altitude Edition - wersja limitowana (2012)

Standardowe wyposażenie podstawowej wersji Sport obejmuje m.in. poduszki powietrzne czołowe, oraz kurtynowe, system ESP, centralny zamek z pilotem, tempomat, elektrycznie regulowane i podgrzewane lusterka, światła przeciwmgielne, klimatyzacje manualną, radio z CD, MP3 i 4 głośnikami, oraz felgi aluminiowe 17 cali.
Bogatsza wersja North dodatkowo wyposażona jest w m.in. boczne poduszki powietrzne, przyciemniane szyby, kierownicę i gałkę hamulca postojowego obszyte skórą oraz radio Uconnect z Bluetooth.
Topowa wersja Limited została ponadto wyposażona m.in. w skórzaną tapicerkę, fotel kierowcy z elektryczną regulacją, podgrzewane fotele przednie, klimatyzację automatyczną i felgi aluminiowe 18 cali.
W zależności od wersji wyposażenia samochód opcjonalnie mogliśmy doposażyć w m.in.: elektrycznie otwierany szklany dach, stację multimedialną z 6,5-calowym wyświetlaczem dotykowym, kamerę cofania, system nagłośnienia Musicgate Power z 9 głośnikami i nawigację satelitarną.

### Silniki[7][5][6]
| Silnik                | Pojemność skokowa [cm³] | Typ silnika        | Moc maksymalna [KM] przy obr./min | Maks. moment obrotowy [Nm] przy obr./min | Przyspieszenie 0–100 km/h [s] | Prędkość maks. [km/h] | Spalanie (l/100 km) miasto/trasa/średnio | Emisja CO2 (g/km)  | Lata produkcji     |                    |                    |                    |
| Silniki benzynowe:    | Silniki benzynowe:      | Silniki benzynowe: | Silniki benzynowe:                | Silniki benzynowe:                       | Silniki benzynowe:            | Silniki benzynowe:    | Silniki benzynowe:                       | Silniki benzynowe: | Silniki benzynowe: | Silniki benzynowe: | Silniki benzynowe: | Silniki benzynowe: |
| --------------------- | ----------------------- | ------------------ | --------------------------------- | ---------------------------------------- | ----------------------------- | --------------------- | ---------------------------------------- | ------------------ | ------------------ | ------------------ | ------------------ | ------------------ |
| 2.0 DOHC              | 1998                    | R4                 | 156 (115) przy 6300               | 190 przy 5100                            | 10,6 (AT: 11,2)               | 185                   | 10,2 / 6,1 / 7,6 (AT: 11,1 / 6,7 / 8,3)  | 175 (AT: 194)      | 2010-2017          |                    |                    |                    |
| 2.4 DOHC              | 2359                    | R4                 | 170 (125) przy 6000               | 220 przy 4500                            | b.d.                          | b.d.                  | b.d.                                     | b.d.               | 2007-2010          |                    |                    |                    |
| Silniki wysokoprężne: |                         |                    |                                   |                                          |                               |                       |                                          |                    |                    |                    |                    |                    |
| 2.0 CRD               | 1968                    | R4                 | 140 (103) przy 4000               | 310 przy 1750                            | b.d.                          | b.d.                  | b.d.                                     | b.d.               | 2007-2010          |                    |                    |                    |
| 2.2 CRD               | 2143                    | R4                 | 163 (120) przy 3600-4200          | 570 przy 2000                            | 10,9                          | 201                   | 7,9 / 5,9 / 6,6                          | 172                | 2010-2017          |                    |                    |                    |

## Druga generacja

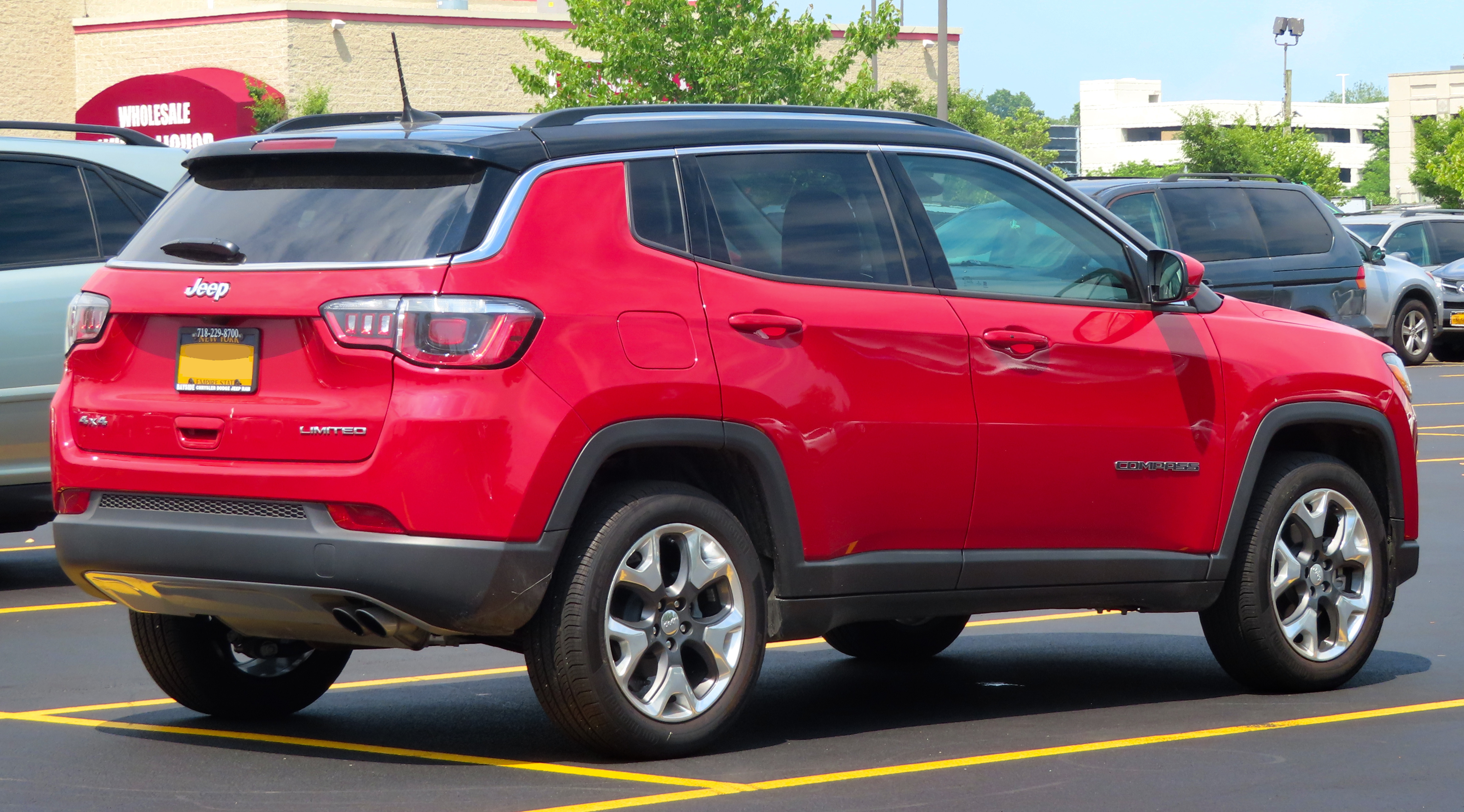
Jeep Compass II - tył

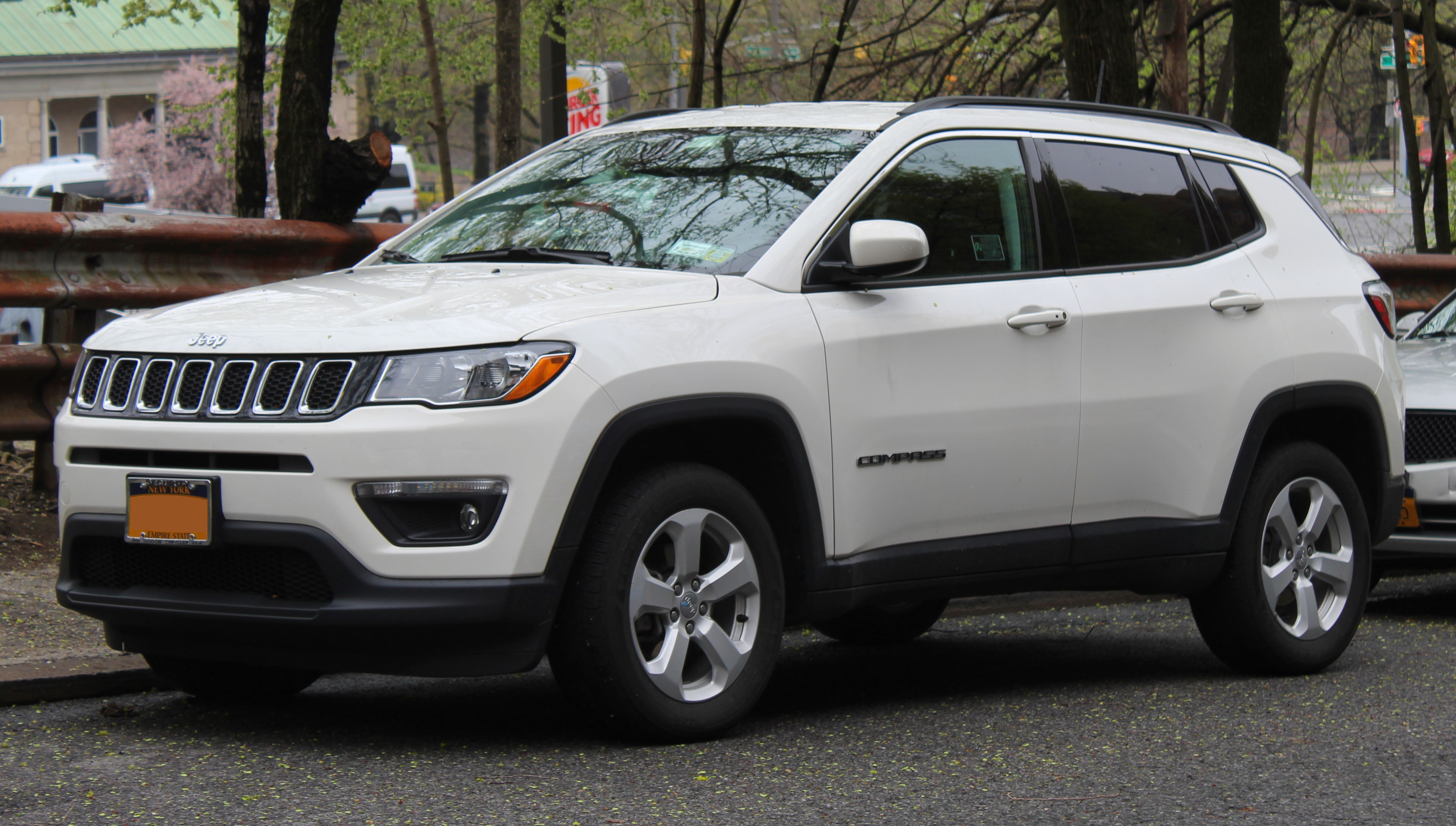
Jeep Compass II Latitude

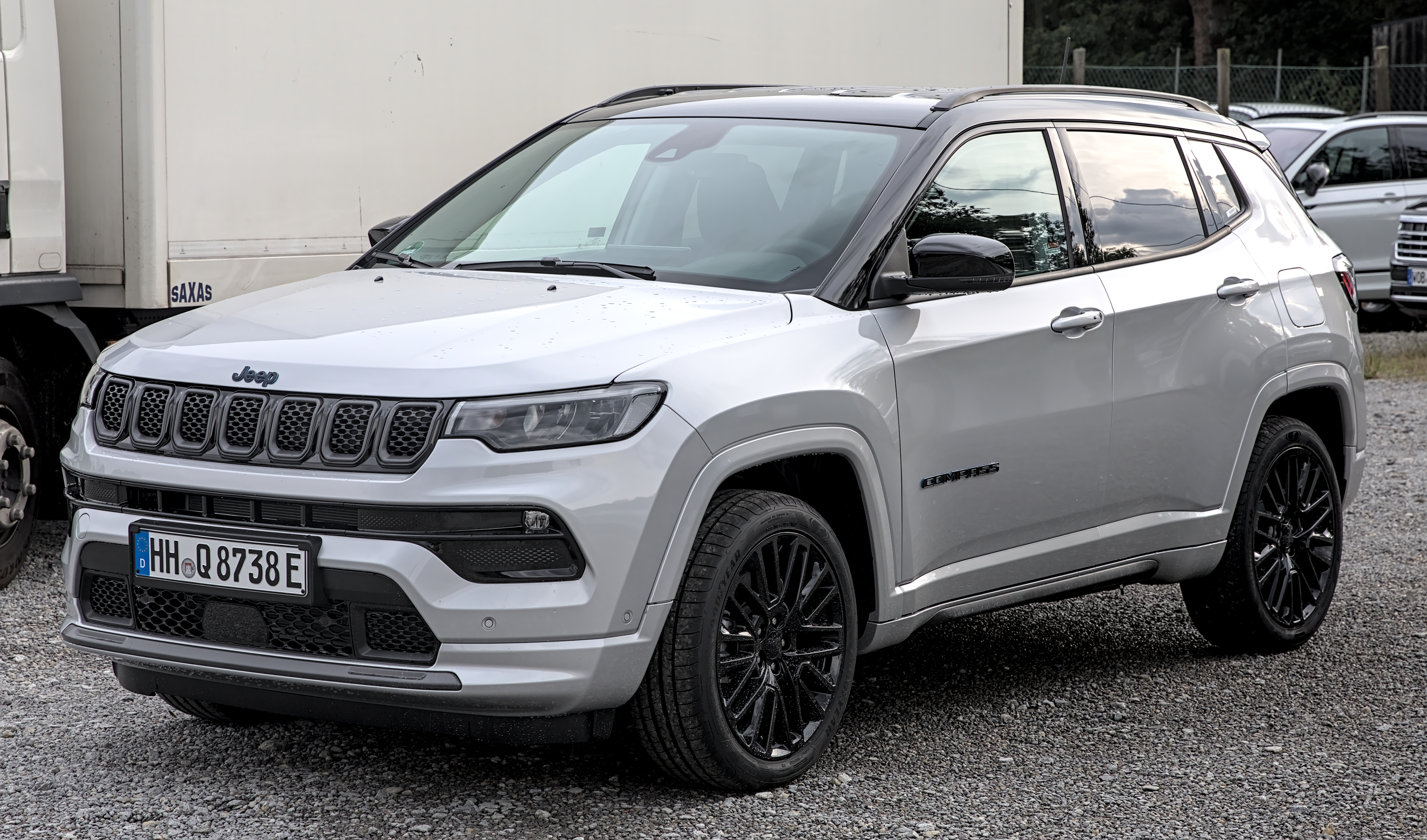
Jeep Compass II PHEV po liftingu

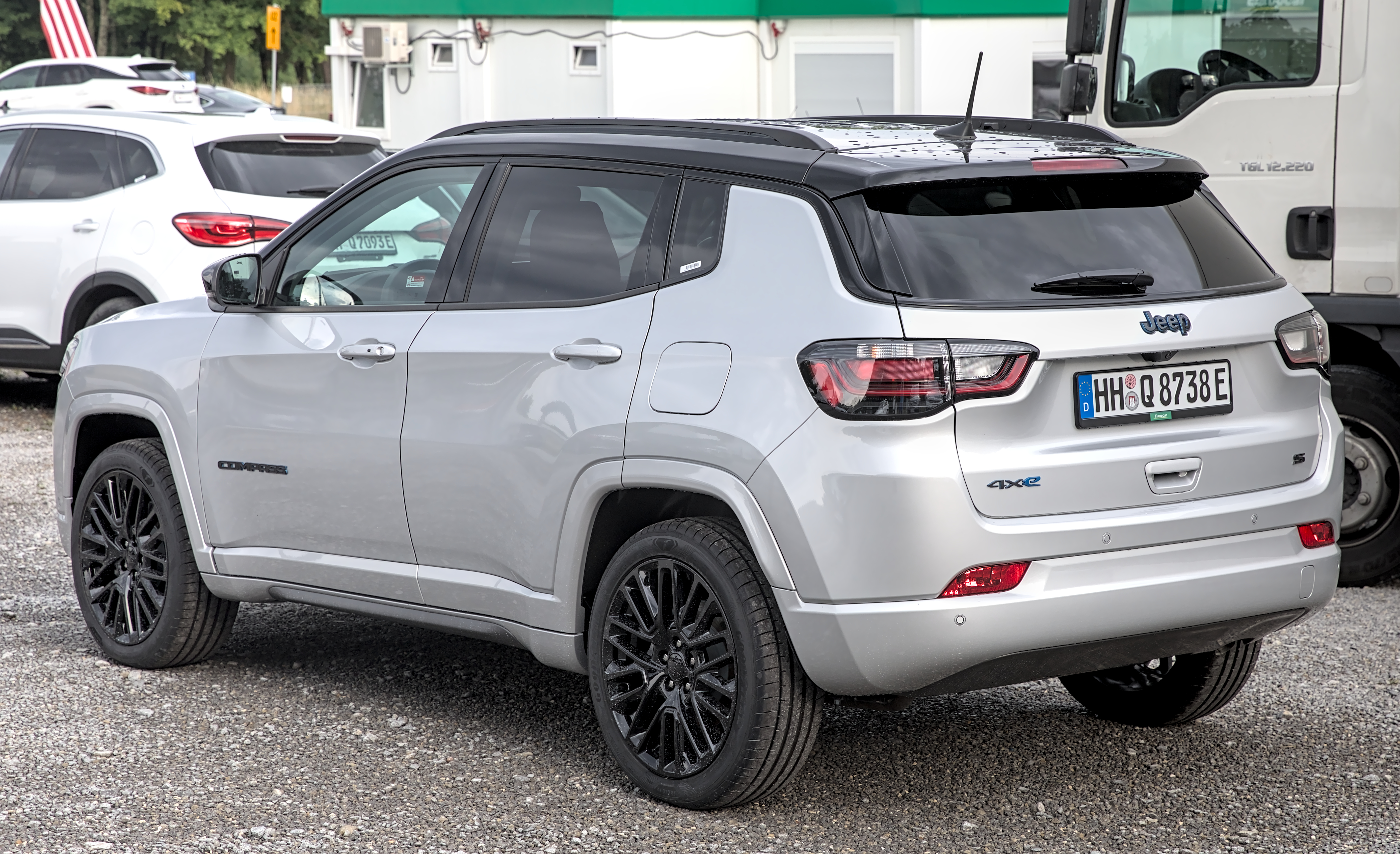
Jeep Compass II PHEV - tył po liftingu

Jeep Compass II został zaprezentowany po raz pierwszy w 2016 roku.
Druga generacja Jeep Compass zadebiutowała na Międzynarodowym Salonie Samochodowym w Los Angeles w listopadzie 2016 r. Samochód zastąpił jednocześnie dwa modele Compass I i Patriot. 
Samochód korzysta z przedłużonej platformy SCCS użytej do budowy m.in. Jeep Renegade i Fiata 500X. 
Pojazd przypomina z wyglądu większy model − Grand Cherokee WK2 po modernizacji, wyróżniając się wąskimi reflektorami oraz. 
Sprzedaż w polskich salonach marki uruchomiono 7 lipca 2017 roku. 
W lipcu 2020 roku Jeep zaktualizował opcje konfiguracji Compassa. Do gamy jednostek napędowych wprowadzono dwa nowe silniki benzynowe 1.3 GSE o mocy 130 lub 150 KM. Tańszy z nich łączy się z 6-biegową skrzynią manualną, natomiast droższy z 6-biegową skrzynią DCCT. Oba z nich dostępne są tylko z napędem na przednią oś. Ponadto, pojawiły się w ofercie także m.in. nowe wzory felg, nowe kolory lakierów oraz roletę bagażnika. Delikatnie również zmieniło się wyposażenie. 

### Compass Trailhawk
Dostępna jest wersja Trailhawk, z przeznaczeniem do jazdy w terenie, samochód ma 30-stopniowy kąt natarcia, 34-stopniowy kąt zejścia oraz 24-stopniowy kąt rampowy. W terenie ma pomagać system Jeep Active Drive, który ma tak zarządzać sprzęgłem dołączającym napęd i kontrolą trakcji, że na jedno koło może trafić 100 proc. momentu obrotowego. Wersja ta jest dodatkowo być wyposażona w m.in. reduktor i kilka zewnętrznych akcentów stylistycznych.

### Compass Juventus 122
Pod koniec 2019 roku Jeep przygotował limitowaną wersję modelu Compass z okazji 122 rocznicy utworzenia klubu Juventus, którego Jeep jest sponsorem od 8 sezonów. Specjalna edycja bazuje na wersji Limited, z zewnątrz rozpoznamy ją po białym lakierze kontrastującym z czarnym dachem. Ponadto wyposażenie obejmuje m.in. 18-calowe felgi aluminiowe, przyciemniane szyby, osobno składane tylne siedzenia, dwustrefową klimatyzację automatyczną, 7-calowy kolorowy zestaw wskaźników TFT czy też system informacyjno-rozrywkowy Uconnect TM 8.4 NAV z Apple CarPlay i Android Auto. Jeep Compass 122 jest dostępny jedynie z silnikami Diesla. Wersja limitowana obejmuje tylko 122 sztuk, oferowanych jedynie na rynku włoskim.

### Compass 4Xe
Na początku 2020 roku producent wprowadził do sprzedaży (początkowo tylko we Włoszech i Hiszpanii) wersję hybrydową Jeepa Compassa o nazwie "4Xe". Wyposażona została w benzynowy silnik 1.3 GSE napędzający koła przednie działający w parze z silnikiem elektrycznym napędzającym koła tylne. Łączna moc układu to 240 KM. Samochód rozpędzi się do 100 km/h w 7 sekund, a prędkość maksymalna ma wynosić 200 km/h. Zasięg przy pracującym tylko silniku elektrycznym ma wynosić 50 KM, a w trybie elektrycznym rozpędzimy się maksymalnie do 130 km/h. Do samochodu akcesoryjnie ma być oferowana szybka ładowarka oferująca naładowanie do pełna w 100 minut. Samochód oferowany jest w dwóch wersjach Urban oraz wersji Off-Roadowej (opartej na wersji Trailhawk).

### Lifting
W listopadzie 2020 roku podczas Guangzhou Auto Show Jeep przedstawił Compassa drugiej generacji po obszernej restylizacji nadwozia. Pas przedni otrzymał węższe reflektory z wkładami wykonanymi w technologii LED, a także smuklej ukształtowaną atrapę chłodnicy. Zmodyfikowano także przedni zderzak, który otrzymał duży, szeroki wlot powietrza.
Największe zmiany przeszła kabina pasażerska, gdzie znalazł się odświeżony projekt koła kierownicy z prostokątną, zamiast dotychczasowej okrągłej, plakietki z logo producenta. Ponadto pojawiła się nowa konsola centralna z odświeżonym panelem klimatyzacji, poziomymi nawiewami oraz dużym, 10,1-calowym ekranem systemu multimedialnego. Samochód w wersji po face liftingu zadebiutował w Europie w kwietniu 2021 roku.

### Wersje wyposażenia[19]
- Sport
- Longitude
- Limited
- Trailhawk
- 122

Standardowe wyposażenie podstawowej wersji Sport obejmuje m.in. 6 poduszek powietrznych, tempomat, tylne światła LED, światła do jazdy dziennej LED, bezkorkowy wlew paliwa, elektrycznie regulowane lusterka boczne, elektroniczny hamulec postojowy, elektryczne wspomaganie kierownicy, aktywne zagłówki foteli przednich, radio cyfrowe Uconnect DAB z Bluetooth, 6 głośnikami oraz dotykowym ekranem 5 cali, kierownicę obszytą skórą i klimatyzację manualną.
Bogatsza wersja Longitude dodatkowo wyposażona jest w m.in. relingi dachowe, gałkę zmiany biegów obszytą skórą, czujniki cofania i felgi aluminiowe 16 cali.
Topowa wersja Limited została ponadto wyposażona w m.in. reflektory ksenonowe, system automatycznego sterowania światłami, automatyczną dwustrefową klimatyzację, gniazdo AC 230 V, 17-calowe felgi aluminiowe i radio cyfrowe Uconnect DAB z Bluetooth, 6 głośnikami, dotykowym ekranem 7 cali oraz funkcją Android Auto/Apple Car Play.

### Silniki
| Silnik                | Pojemność skokowa [cm³] | Typ silnika        | Moc maksymalna [KM] przy obr/min | Maks. moment obrotowy [Nm] przy obr/min | Przyspieszenie 0-100 km/h [s] | Prędkość maks. [km/h] | Lata produkcji     |
| Silniki benzynowe:    | Silniki benzynowe:      | Silniki benzynowe: | Silniki benzynowe:               | Silniki benzynowe:                      | Silniki benzynowe:            | Silniki benzynowe:    | Silniki benzynowe: |
| --------------------- | ----------------------- | ------------------ | -------------------------------- | --------------------------------------- | ----------------------------- | --------------------- | ------------------ |
| 1.3 Turbo GSE         | 1332                    | R4, DOHC           | 130 KM (96 kW) przy 4750         | 270 przy 1560                           | 10,3                          | 192                   | od 2020            |
| 1.4 MultiAir          | 1368                    | R4, DOHC           | 140 KM (103 kW) przy 5000        | 230 przy 1750                           | 9,8                           | 192                   | 2017 - 2020        |
| 1.3 Turbo GSE         | 1332                    | R4, DOHC           | 150 KM (110 kW) przy 5500        | 270 przy 1560                           | 9,2                           | 199                   | od 2020            |
| 1.4 MultiAir          | 1368                    | R4, DOHC           | 170 KM (125 kW) przy 5500        | 250 przy 2500                           | 9,5                           | 200                   | 2017 - 2020        |
| Silniki wysokoprężne: |                         |                    |                                  |                                         |                               |                       |                    |
| 1.6 MultiJet          | 1598                    | R4, DOHC           | 120 KM (88 kW) przy 4000         | 320 przy 1500                           | b.d.                          | b.d.                  | od 2017            |
| 2.0 MultiJet          | 1956                    | R4, DOHC           | 140 KM (103 kW) przy 4000        | 350 przy 1750                           | 10,0                          | 188                   | 2017 - 2020        |
| 2.0 MultiJet          | 1956                    | R4, DOHC           | 170 KM (125 kW) przy 4000        | 370 przy 1750                           | 10,1                          | 190                   | 2017 - 2020        |
| Silniki hybrydowe:    |                         |                    |                                  |                                         |                               |                       |                    |
| 1.3 Turbo PHEV        | 1332                    | R4, DOHC           | 190 (140) przy 5500              | 270 przy 1850                           | 7,9                           | 183                   | od 2020            |
| 1.3 Turbo PHEV        | 1332                    | R4, DOHC           | 240 (177) przy 5750              | 270 przy 1850                           | 7,3                           | 200                   | od 2020            |

## Sprzedaż w Polsce
| Rok  | Sprzedaż (szt.) |
| ---- | --------------- |
| 2012 | 330             |
| 2013 | 294             |
| 2014 | 248             |
| 2015 | 80              |
| 2016 | 19              |
| 2017 | 376             |
| 2018 | 1485            |
| 2019 | 1331            |
| 2020 | 1127            |